# 科祖申河
科祖申河（烏克蘭語：Козушин），是烏克蘭的河流，位於該國西部，流經利沃夫州，屬於德涅斯特河的左支流，發源自特魯多韋西北面，河道全長13公里，流域面積40平方公里。